# The Innocents (película)
The Innocents (Suspense en España y Posesión satánica en Hispanoamérica) es una película británico-estadounidense producida y dirigida por Jack Clayton en 1961. Se trata de la más celebrada adaptación al cine de la novela de Henry James The Turn of the Screw (Otra vuelta de tuerca).

## Sinopsis
La historia transcurre en la Inglaterra de mediados del siglo XIX.
La señorita Giddens es contratada para hacerse cargo de dos niños huérfanos por el tío de éstos, quien está más preocupado por sus asuntos particulares que por sus sobrinos. La señorita Giddens se instala en la casa de campo donde residen la niña Flora y su hermano Miles. Este último se encuentra estudiando en un colegio, del cual es expulsado y enviado a su casa poco después de la llegada de la señorita Giddens. Ésta ve en el lugar a un hombre y a una mujer enlutada, a quienes el ama de llaves, la señora Grose, identifica como Peter Quint y la señorita Jessel, el jardinero y la anterior institutriz, ambos amantes y ya fallecidos. La señorita Giddens llega a creer que los niños también pueden ver a los espíritus y que están influidos por ellos. Utilizando los plenos poderes otorgados por el tío de los niños, ordena que tanto Flora como la señora Grose se marchen a Londres y ella queda sola con Miles en la casa. Presiona al niño para que admita la presencia del espíritu de Peter Quint. Miles, en estado de shock, quizás sugestionado por la señorita Giddens, lo admite y muere acto seguido en brazos de la institutriz.

## Nota
- La película ha sido editada en DVD con el título Posesión satánica.

En la edición de Filmax en DVD se puede escuchar en castellano con los subtítulos y comprobar la censura del doblaje de 1961, donde se suprimió toda alusión verbal a lo obsceno, por ejemplo en el clímax del final el niño no dice: "Bruja hechicera" sino "Ramera descarada", de hecho la película está plagada de metáforas sexuales escalofriantes que la censura no pudo o no supo ver.